# Самоков (Грчка)
Самоков (грч. Δωμάτια, Доматија) је насељено место у  општини Кушница у периферији Источна Македонија и Тракија, Грчка. Према попису из 2021. године било је 370 становника.
Према бугарском географу и историчару, Василу Канчову, у Самокову је 1900. године живело 1.000 Турака и Словена муслимана. Године 1923—1924. муслиманско становништво је принудно исељено у Турску а на њихово место су насељене грчке избегличке породице, којих је на попису из 1928. године било 903.